# Krzymiński Point
Der Krzymiński Point (polnisch Przylądek Krzymińskiego) ist eine Landspitze an der Südküste von King George Island im Archipel der Südlichen Shetlandinseln. Sie liegt westlich der Monsimet Cove im Ezcurra-Fjord.
Polnische Wissenschaftler benannten sie 1980 nach Zenon Krzymiński, Kapitän des Schiffs Dalmor bei der von 1976 bis 1977 durchgeführten polnischen Antarktisexpedition.